# 斯里卡库拉姆
斯里卡库拉姆（Srikakulam），是印度安得拉邦斯里卡库兰县的一个城镇。总人口109666（2001年）。

## 人口
该地2001年总人口109666人，其中男性54788人，女性54878人；0—6岁人口11518人，其中男5870人，女5648人；识字率71.98%，其中男性为78.49%，女性为65.47%。